# Belvezet
Belvezet är en kommun i departementet Lozère i regionen Occitanien i södra Frankrike. Kommunen ligger i kantonen Le Bleymard som tillhör arrondissementet Mende. År 2018 hade Belvezet 81 invånare.

## Befolkningsutveckling
Antalet invånare i kommunen Belvezet
| Referens: INSEE |